# Tadukhipa
Tadukhipa var en mitannisk prinsessa, och en kunglig bihustru under Egyptens artonde dynasti. 
Hon var dotter till kung Tushratta av Mitanni och drottning Juni, och brorsdotter till kung Artashumara. Hon var brorsdotter till prinsessan Gilukhipa, som var bihustru till farao Amenhotep III, och hon blev gift med samma farao som sin faster cirka tjugo år senare. Hennes far hade önskat att hon blev drottning, men denna position innehades redan av drottning Tiye, så hon fick därför bli faraos bihustru. Amenhotep III avled inte långt efter giftermålet. 
Hon gifte om sig med sin före detta styvson farao Akhenaten. Hon blev även denna gång inte drottning, utan bihustru. Hon har föreslagits vara samma person som Akhenatens bihustru Kiya, som då helt enkelt ska ha varit hennes nya namn. Enligt en annan teori var hon samma person som Nefertiti. 